# 15497 Лукка
15497 Лукка (15497 Lucca) — астероїд головного поясу, відкритий 23 лютого 1999 року.
Тіссеранів параметр щодо Юпітера — 3,199.
Названо на честь Лукки (італ. Lucca) — міста та муніципалітету в Італії, у регіоні Тоскана, столиця провінції Лукка.